# Odrodzenie (tygodnik publicystyczny)
Odrodzenie – tygodnik publicystyczny wydawany w Jeleniej Górze od 26 czerwca do 13 grudnia 1981 roku. Jego pomysłodawcą i założycielem był Stefan Rogowicz. Zarząd Regionu NSZZ „Solidarność” w Jeleniej Górze podjął się natomiast pełnienia funkcji wydawcy pisma. Nakład tygodnika wynosił około 25 tys. egzemplarzy. Kolportaż kanałami związkowymi obejmował województwo jeleniogórskie oraz ważniejsze ośrodki miejskie kraju. Między czerwcem a grudniem 1981 roku ukazały się 22 numery „Odrodzenia”. Wydanie 23 miało trafić do sprzedaży 14 grudnia 1981 roku.